# 히카케어족
히카케어족(영어: Jicaquean languages) 또는 톨어족(영어: Tolan)은 온두라스에 분포하는 작은 어족이다. 히카케어족에 속한 언어는 톨어(동히카케어)와 서히카케어의 두 가지가 문증되고(Holt 1999), Campbell (1997)에 따르면 두 언어는 대략 영어와 스웨덴어만큼 차이가 난다. 오늘날에는 톨어만이 살아남아 있다.

## 분류
그린버그와 스와데시가 1953년 발표한 영향력 있는 논문 이전에 톨어(동히카케어)는 고립어, 즉 알려진 어떤 언어와도 친척이 아닌 언어로 여겨졌다. 그린버그와 스와데시는 톨어가 호크어족에 속한다고 주장했다. 호크어족은 1913년에 R. B. 딕슨과 앨프리드 크로버가 제안한 대규모의 어족 가설이다. 1977년에 Oltrogge는 톨어가 니카라과의 사어인 수브티아바어와 같은 계통이고 ‘와하카의 촌탈어’, 즉 테키스틀라텍어족 역시 같은 계통이라는 가설을 제안했다. 세 언어는 모두 호크어족 가설의 일부이므로, 이 제안은 호크어족 내의 하위 분류라고 생각할 수도 있다. 몇 년 뒤 Campbell and Oltrogge는 서히카케어와 동히카케어에 관한 정보를 바탕으로 히카케어족 음소의 재구를 발표했다. 같은 논문에서 그들은 톨어와 호크어족의 관계에 관해 강한 의심을 표명했고 테키스틀라텍어족과의 관계에 대해서는 다소간 긍정적인 평가를 내렸지만, 합리적인 판단을 내리기 위해서는 지금보다 훨씬 더 많은 정보가 필요함을 강조했다. 보다 최근에 테렌스 코프먼은 톨어가 호크어족에 속한다는 가설을 계속해서 지지한다고 밝혔다.
Granberry & Vescelius (2004)은 히스파니올라섬의 사어인 시과요어와 같은 계통일 가능성이 가장 높은 언어는 히카케어족이라고 추측했다.

## 참고 문헌
- Campbell, Lyle. (1979). "Middle American languages." In L. Campbell & M. Mithun (Eds.), The languages of native America: Historical and comparative assessment (pp. 902–1000). Austin: University of Texas Press.
- Campbell, Lyle. (1997). American Indian Languages, The Historical Linguistics of Native America. Oxford Studies in Anthropological Linguistics. Oxford: Oxford UP.
- Campbell, Lyle, and David Oltrogge (1980). "Proto-Tol (Jicaque)." International Journal of American Linguistics, 46:205-223.
- Granberry, Julian, and Gary Vescelius (2004). Languages of the Pre-Columbian Antilles. Birmingham: University of Alabama Press.
- Greenberg, Joseph H., and Morris Swadesh (1953). "Jicaque as a Hokan Language." International Journal of American Linguistics 19: 216-222.
- Holt, Dennis. (1999). Tol (Jicaque). Languages of the World/Materials 170. Munich: LincomEuropa.